# Tasso, lamento et triomfo
Tasso: Lamento e Trionfo (S 96) is een symfonisch gedicht gecomponeerd door Franz Liszt. Het is geïnspireerd op de Tasso-figuur, gecreëerd door Lord Byron.

## Beschrijving
Dit symfonische gedicht is een muziekstuk in één deel, hoorbaar onderverdeeld in enkele onderdelen. Dit zijn de tempoaanduidingen in de partituur:
Lento - Allegro strepitoso - Lento - Meno adagio - Allegretto mosso con grazia - Allegro con molto brio.
Er zijn drie versies van dit werk: 1848/9, 1850/1 en 1854. De speeltijd is 21 à 22 minuten.

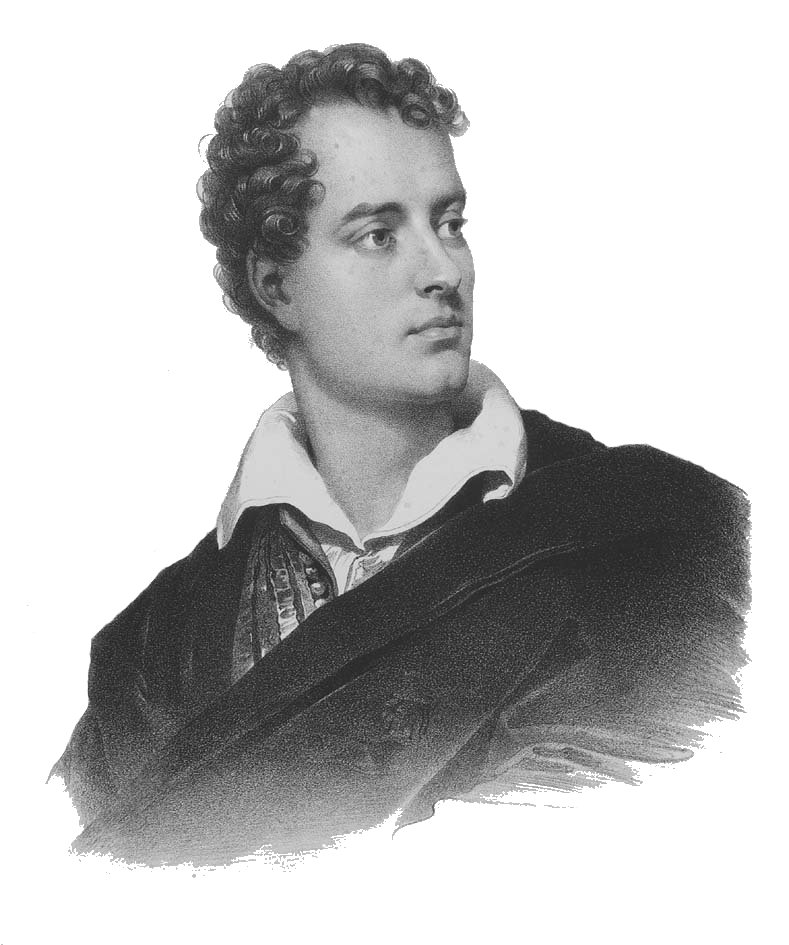
Portret van Lord Byron

Liszt heeft verscheidene werken gewijd aan Tasso. Het eerste werk dateert van het begin van de jaren 1840 en het laatste uit 1866. Liszt noemde zijn eigen naam vaak als gelijke van die van Goethe en Byron. Het eerste muziekstuk op basis van Tasso’s ideeën is gebaseerd op een melodie die Liszt een Venetiaanse gondelier hoorde zingen. Hij zou voor Liszt een oud lied met tekst uit ‘Gerusalemme liberata’ hebben gezongen. Dit volkslied zou de basis zijn van een pianostuk en later het symfonisch gedicht. Het pianostuk - een variatie met een barcarolle als basis - wilde Liszt opnemen in zijn pianocyclus ‘Années de pèlerinage’, deuxième année: Italie’. Uiteindelijk nam Liszt het stuk niet op in de ‘Années’ maar gebruikte hij de melodie, inclusief variaties, in de Tasso ouverture.
Deze ouverture was geschreven ter gelegenheid van een gala-uitvoering van Goethes drama Tasso op Goethes 100e geboortedag (28 augustus 1848) in Weimar. 
Het werk heeft twee delen, traditioneel volgens de ouverturevorm langzaam beginnend en snel eindigend. Het is bijzonder omdat het in feite gaat om het voortdurend variëren van een enkel motief: het volkslied van de gondelier. Liszt gaf de twee delen de namen lamento en trionfo verwijzend naar het lijden en de verlate artistieke compensatie voor de figuur Tasso (zijn imaginaire kroning en zijn triomferende onsterfelijkheid). In zijn latere leven beweerde Liszt dat niet Goethe’s drama hem tot het componeren van Tasso bracht, maar het werk van Lord Byron. Goethe schildert Tasso, omgeven door conflicten aan het hof van de familie d’Este (in Ferrara) en Byron laat zijn lezers kennismaken met Tasso’s hel: het gekkenhuis waar de dichter zeven jaar van zijn leven doorbracht. Bijna vanzelfsprekend sprak Byron’s beschrijving Liszt meer aan - hij had meer een voorkeur voor macabere, depressieve uitingen met een religieus sfeertje - vooral ook vanwege het klassiek romantische element: het contrast tussen lijden en overwinning. Na de première herschreef Liszt de ouverture meerdere keren waarbij de meest in het oog springende verandering het toevoegen, in 1854, van een middendeel in de vorm van een menuet was. Dit menuet moet Tasso’s relatief rustige jaren, tussen de extreme polen, in Ferrara uitbeelden (toch Goethe?). Het driedelige werk kan echter geen ouverture meer zijn. Omdat de herinneringen aan Goethe, Byron en de gondelier duidelijk bij de noten zijn geschreven - en later afgedrukt in de definitieve partituur - is er heel duidelijk sprake van programmamuziek. Meer dan tien jaar later - 1864 dus - schreef Liszt een epiloog bij het werk met de titel ‘Le triomphe funèbre du Tasso’. Dit werk, deel drie van zijn ‘Trois odes funebres’, werd in 1866 voltooid. 

## Bron
Felix Draeseke: "Franz Liszt's neun symphonische Dichtungen'", uit: Anregungen für Kunst, Leben und Wissenschaft, 1857-1859 (Felix Draeseke. Schriften 1855-1861, Gudrun Schröder Verlag, Bad Honnef 1987) - Analysen und Werkeinführungen zu den ersten neun Symphonischen Dichtungen Liszts.